# Chillon
Chillon (latinsky Castrum Quilonis) je vodní hrad ve východní části Ženevského jezera ve švýcarském kantonu Vaud, asi pět kilometrů jižně od města Montreux ve správním území obce Veytaux.

## Historie

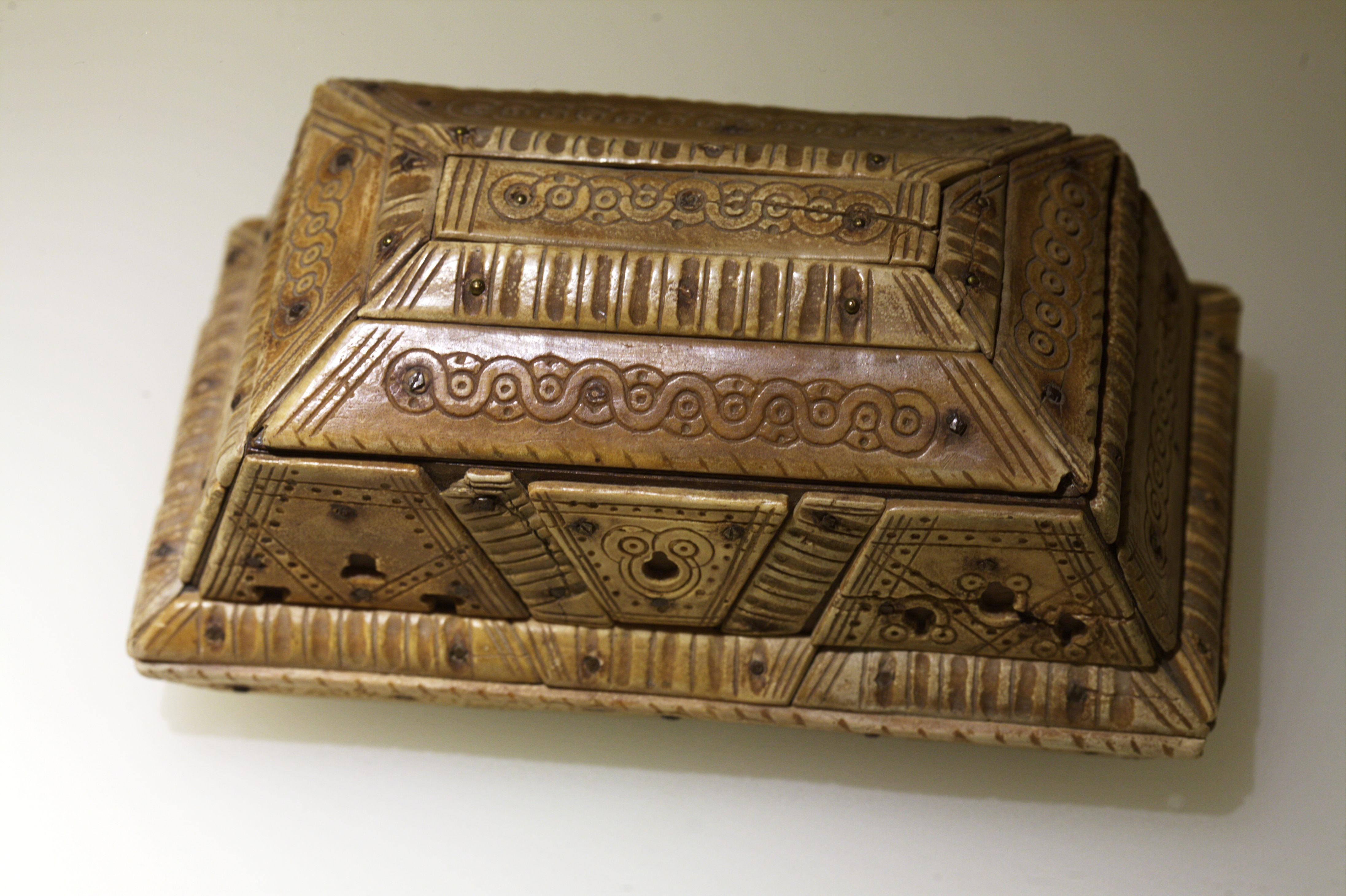
Relikviářová schránka z oltáře nejstarší kaple (slonovina, asi 12. století)

Skalní ostrov, v těsné blízkosti východního břehu Ženevského jezera, na kterém je hrad postaven, má strategickou polohu, z níž je možno kontrolovat cestu severní a jižní Evropou.

### Archeologie

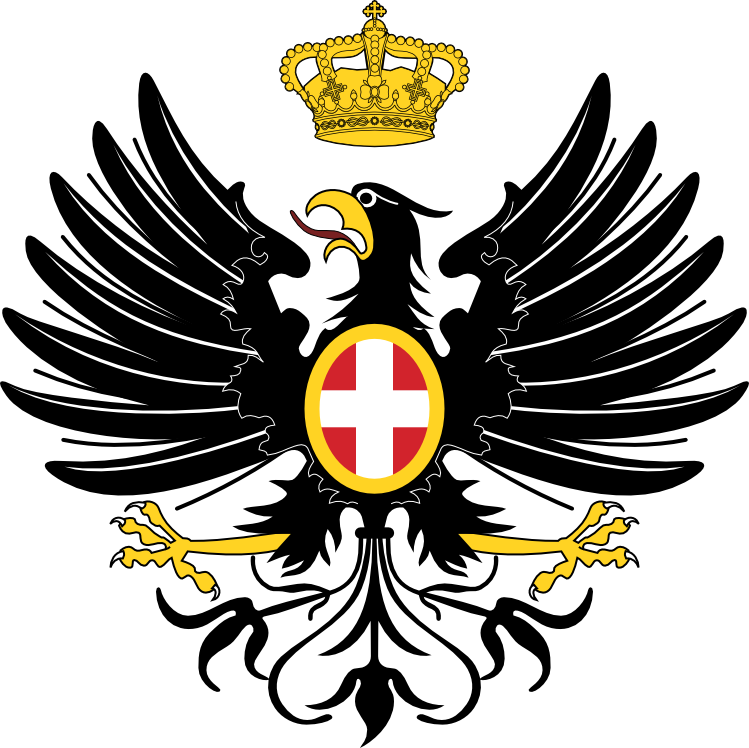
Savoyský znak

Archeologický výzkum hradu a jeho okolí i sběr archeologických nálezů probíhaly od konce 19. století. Nejvíce se o ně zasloužil archeolog Naef Albert (1862–1936). Stratigrafie terénu a nálezy potvrzují, že toto místo bylo obydlené od doby bronzové.
Hrad byl založen kolem roku 1000 biskupem ze Sittenu a vystavěn postupně od 11. do 13. století, s drobnými dostavbami a přestavbami v 16. 18. století a puristickou obnovou z let 1890–1936. Patří k nejzachovalejším středověkým hradům ve střední Evropě. Poloha hradu v tomto místě byla v historii strategicky významná, protože ten, v jehož držení hrad byl, ovládal cestu okolo Ženevského jezera a mohl vybírat mýtné. 
Hrad byl poprvé písemně zmíněn roku 1150. Tehdy existovala archeologicky ověřená kaple, později zasvěcená svatému Jiří, a v ní nalezený relikviář. V té době hrad patřil Thomasovi I. z Zähringenu a dále jeho potomkům až do první poloviny 13. století, kdy je vystřídala savojská hrabata, nichž se jako první připomíná Petr II., který dal k jádru hradu na východní straně přistavět tři půlválcové věže, aby posílil jeho obranyschopnost proti útoku z pevniny. Jeho následovníci hrad dostavěli na reprezentativní rytířské sídlo své doby, vybavené erbovním sálem, v podzemí kryptou a v prvním nadzemním podlaží skladem potravin, vinným sklepem a pevným žalářem.
V tomto žaláři pravděpodobně trpěli roku 1348 Židé, chycení při pogromu a křivě obvinění z otrávení vody při morové epidemii v přilehlém Villeneuve. Roku 1530 zde byl uvězněn politik François Bonivard, který se provinil přesvědčováním Ženevanů, aby se spolčili se Švýcary proti Savojským vládcům. Byl přikován řetězy k sloupu věznice. Neúspěšně se ho pokusil osvobodit mladý Ženevan Michel Cotié, který se pod cizím jménem dostal do hradu, byl chycen a rovněž uvězněn. Kolečkem z hodin přepiloval své řetězy i mříže a vyskočil z hradu, ale zabil se pádem na kameny, protože hladina Ženevského jezera tehdy byla nižší než v současnosti.
Na počátku 19. století hrad navštívili básníci George Gordon Byron a Percy Bysshe Shelley. Básníkův vyrytý podpis se dochoval na třetím žalářním pilíři.
Podoba hradu Chillon je výsledkem postupné výstavby, úprav, rekonstrukcí a oprav několika staletí. Historii hradu lze rozdělit do tří období:
- Savoyské období (12. století – 1536): Nejstarší písemná zmínka o hradu pochází z roku 1150, ale říká se, že dům Savoy již dříve kontroloval cestu podél břehů Ženevského jezera.
- Bernské období (1536–1798): Švýcarské, přesněji Bernské období nastalo po dobytí Pays de Vaud bernskými vojsky, která obsadila Chillon v roce 1536. Hrad byl zachován jako pevnost, zbrojnice a vězení a tomuto účelu sloužil po více než 260 let.
- Vaudské období (od roku 1798): Období Bernského Chillonu bylo ukončeno v roce 1798, v době Vaudoiské revoluce. Hrad se stal majetkem kantonu Vaud, který byl založen v roce 1803. Restaurování historické památky začalo na konci 19. století a pokračuje dodnes.

### Savojské období

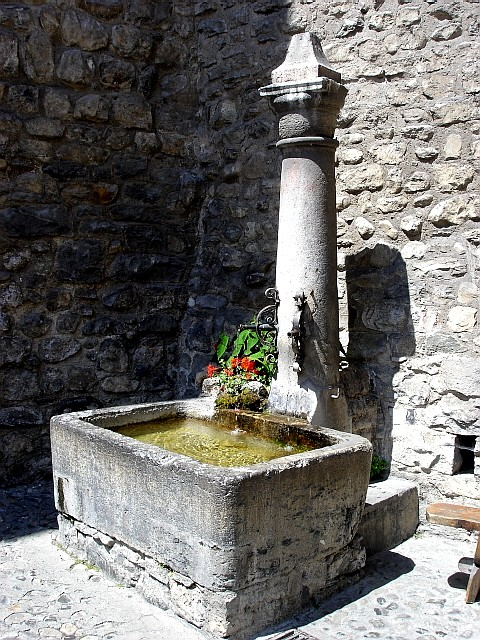
Kašna na prvním nádvoří

Výslovná zmínka o hradu Chillon pochází z roku 1150. V této době byl hrad v držení hrabat ze Savoje. Tato hrabata měla spolu s pány z Blonay právo kontroly a vybírání mýtného na cestě podél jezera. Chillon nesl v této době název Castrum, což označovalo hrad s osadou.
V průběhu 13. století savojská hrabata dobyla většinu území v oblasti Vaud, které pak bylo rozděleno do několika malých částí. To znamenalo začátek nadvlády Savojů nad dvěma třetinami území, dnešních francouzsky mluvících kantonů.
Oblast, kterou Savoyové dobyli, leží na sever a na jih od Alp a měli pod kontrolou dvě hlavní cesty v západních Alpách, konkrétně průsmyky Mont Cenis Pass a Velký Svatobernardský průsmyk. Tyto dva průsmyky spojující Itálii se severozápadní Evropou se ukázaly jako velmi důležité zdroje příjmu při vybírání mýtného a tím i získávání materiálních a finančních prostředků. Již tehdy bylo položení hradu významné jak z hospodářského tak i strategického významu.
V roce 1214 nechal Tomáš I. Savojský vystavět dva kilometry východně od Chillonu, v místě Villeneuve, celní stanici, sklady a obchodní přístav.
Důležité rekonstrukce a práce na rozšíření hradu byly provedeny postupně v několika etapách, z podnětu hraběte Thomase I. Savojského a následně jeho čtyř synů, včetně Petra II. Savojského, pána hradu v letech 1255–1268. Prvně dohlížel na stavební práce duchovní Pierre Mainier z Chambéry. V době Filipa I. SavojskéhoPhilippa I. Savojského. Další práce byly svěřeny do rukou Jacques de Saint-Georgese, zednického mistra a inženýra, který byl nejen architektem, ale i specialistou na vojenské objekty.

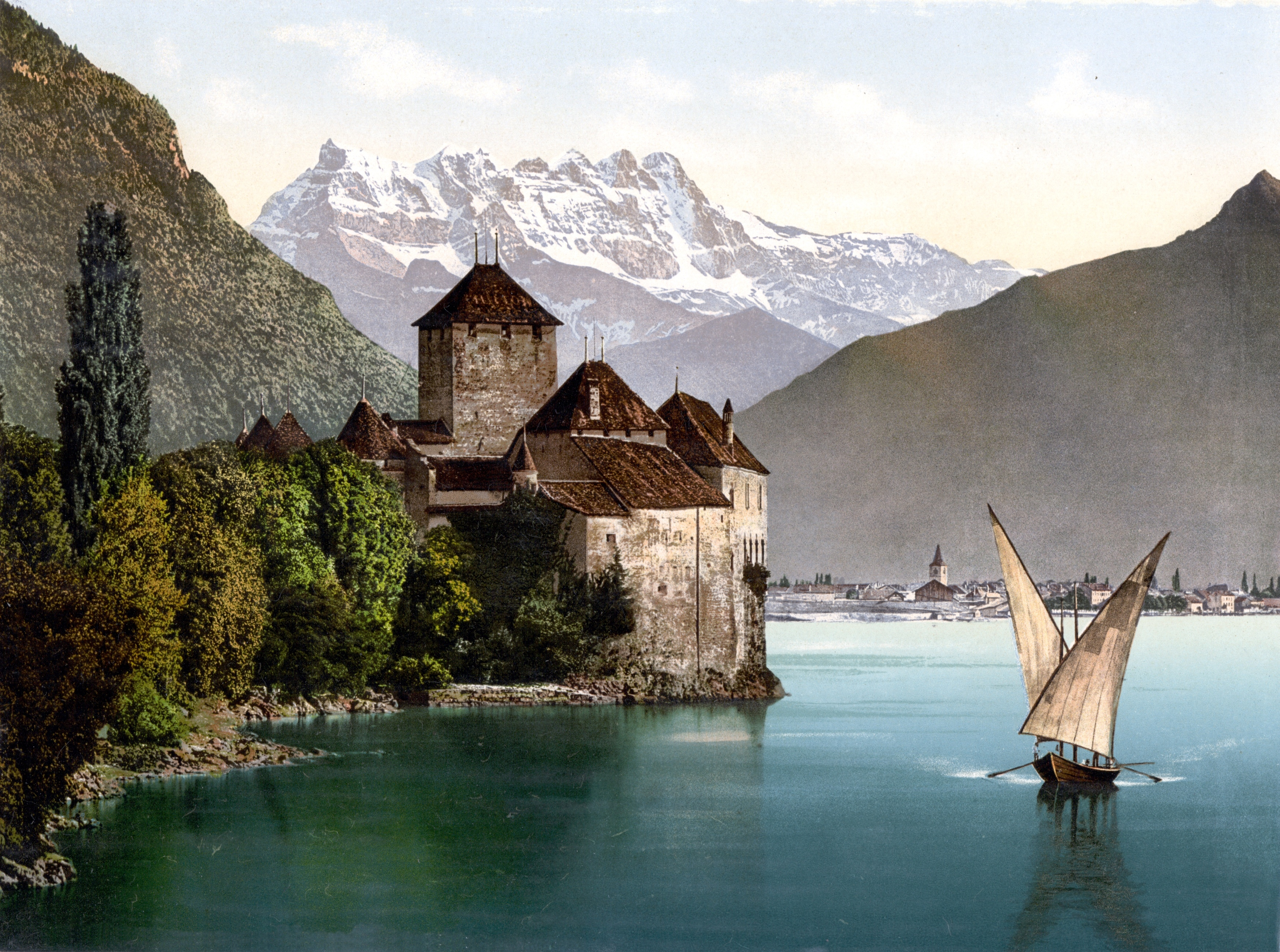
Hrad Chillon (stav kolem roku 1900)

Rodina Savojů používá hrad jako příležitostné sídlo a to z důvodu správy velkého území, nad kterým musela vykonávat dohled. Trvale zde pobýval kastelán a soudní vykonavatel. Stěhovavý život Savojů byl vázán na střídání ročních období, neboť některé rezidence nebyly v zimních měsících obyvatelné, jiné byly svým umístěním spíše určeny pro lov. Savojové cestovali s velkým komfortem. Jejich doprovod byl velmi početný, včetně dělníků a úředníků. Na svých cestách s sebou převáželi i nábytek a zařízení. Důvodem byla nutnost vybavit místa, kde právě pobývali. Nepoužívané místnosti v objektech zůstávaly po jejich odjezdu prázdné a zavřené. V době nepřítomnosti panovníků spravoval hrad kastelán, obvykle šlechtic z Turína. Velel ozbrojené posádce, prosazoval zákon, vybíral clo, daně a další poplatky.
Savojské vévodství bylo během druhé poloviny 13. století rozděleno do několika oblastí. V této době výkon funkce kastelána na Chillonu převzal guvernér Chablais. Tímto došlo k tomu, že se tato oblast stala ve 14. století největším správním celkem turínských zemí. Zahrnovala hrady Vevey a Aigle, v Dolním Valaisu, a na jižním břehu Ženevského jezera (Evian a Thonon).
Hrad Chillon se stal důležitým správním a finančním centrem v severních zemí Turína ve správě Savojů. V této době byl i postaven severní trakt hradu. Jednalo se o administrativní část a pokladnici, která také sloužila pro uložení archivu. V pokladnici byly ukládány příjmy pocházející z okolních oblastí a celní stanice Villeneuve. Tyto příjmy nebyly posílány do státní pokladny v Chambéry ale byly zde ponechány k financování vojska, stavebních a jiných prací.
Na konci 14. století došlo ke změně, administrativní rozhodování a finanční správa byly přesunuty do Chambéry a odtud bylo prováděno centrální řízení oblasti. Soudní dvůr zůstal v jiných rezidencích, jako je Le Bourget, Thonon nebo Ripaille.
V roce 1436 se Amadeus VIII. Savojský před svým zvolením papežem Felixem V., pokusil oživit dění na hradě. Nařídil architektu Aymonet Corniauxovi (tesaři, který byl zodpovědný za údržbu budov Chablais a Vaud), aby provedl rozsáhlé stavební úpravy a změny na vojenských objektech, horních částech hradeb a věží, které měly hradu vrátit jeho význam.

### Bernské období
Dne 29. března 1536 byla dobyta oblast Vaud a hrad Chillon. Ten byl ušetřen následkům Burgundské války a přešel do rukou Bernských.
Hrad se stal správním centrem Bailiwick Vevey a měl v něm trvalé sídlo soudní vykonavatel, člen Bernského patriciátu a také byl kapitánem Chillonu, protože zastupoval panovníka a vykonával jeho vůli. Původní rozdělení hradu na dvě části ztratilo na významu a prostory hradu byly přestavěny. Zároveň byly provedeny i úpravy obranného charakteru s ohledem na vývoj střelných zbraní.
I přes dobrý stav hradu, byl tento v roce 1773 soudním vykonavatelem opuštěn, z důvodu izolovanosti od okolního dění a nepohodlí, a vykonavatel se přestěhoval do Vevey. Hrad nebyl již dále považován za významný z vojenského hlediska a byl dále používán ke skladování obilí a zboží. V roce 1785 padl návrh, aby bylo celé severní křídlo proměněno ve velkou sýpku, ale vzhledem k vysoké vlhkosti úprava neproběhla.

### Vaudské období
V lednu 1798 vlastenci z Vevey a Montreux bez odporu obsadili hrad. Hrad se stal národním majetkem v průběhu Vaudské revoluce a v roce 1803 byl převeden do nového kantonu Vaud. Zprvu žádné snahy o rekonstrukci starých hradních budov nebyly a jeho ostrahu zajišťovaly pouze dvě policejní stráže. Využití hradu spočívalo i nadále ke skladování, jako zásobárna prachu, munice, zbraní a vězení.

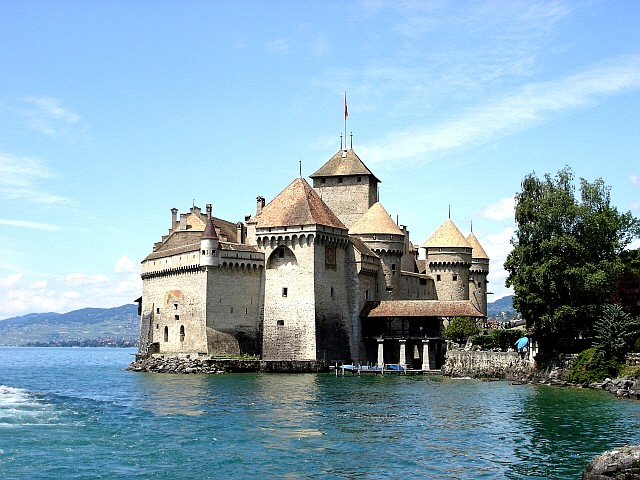
Chillon

Nástup romantismu a obdivu středověku vedl ke znovuobjevení Chillonu. V roce 1762 publikoval Rousseau v románu La nouvelle Héloïse místa a informace o hradu, kde byl vězněn François Bonivard (1493–1570). Velký zájem o hrad projevil básník Lord George Gordon Byron, který zasadil děj básně Vězeň chillonský z roku 1816.
Krajina v okolí hradu odpovídá estetickým představám romantismu; malebná silueta, starobylé zdi s temnou minulostí a rámování siluetou hor. Vaudské úřady však nesdílely nadšení romantismu a v letech 1836–1838 nechaly proměnit vnitřek hradu opět na skladiště zbraní a nakonec na novou věznici. I přes toto pokračoval zájem veřejnosti o návštěvu hradu a tak byly umožněny prohlídky hradu pod dozorem stráží, později s oficiálními průvodci.